# I due Fëdor
I due Fëdor (Два Фёдора) è un film del 1958 diretto da Marlen Chuciev.